# Val-des-Sources
Val-des-Sources (antes Asbestos) es una ciudad de la provincia de Quebec en Canadá. Está ubicada en el municipio regional de condado de Les Sources y a su vez, en la región administrativa de Estrie. Hace parte de las circunscripciones electorales de Richmonda nivel provincial y de Lac-Saint-Louis a nivel federal.

## Geografía
Val-des-Sources se encuentra ubicada en las coordenadas 45°46′00″N 71°55′00″O / 45.76667, -71.91667. Según Statistics Canada, tiene una superficie total de 29.67 km² y es una de las 1135 municipalidades en las que está dividido administrativamente el territorio de la provincia de Quebec.

## Demografía
Según el censo de Canadá de 2011, había 7096 personas residiendo en esta ciudad con una densidad de población de 239.1 hab./km². Los datos del censo mostraron que de las 6819 personas en 2006, en 2011 el cambio poblacional fue un aumento de 277 habitantes (4.1%). El número total de inmuebles particulares resultó de 3467 con una densidad de 116.85 inmuebles por km². El número total de viviendas particulares que se encontraban ocupadas por residentes habituales fue de 3244.